# Thailand Open II 2024
Thailand Open II 2024 byl tenisový turnaj na ženském profesionálním  okruhu WTA Tour, hraný v klubu True Arena Hua Hin. Pátý ročník Thailand Open probíhal mezi 16.  a 22. zářím 2024 v thajském Chua Chinu na tvrdém povrchu DecoTurf. Do kalendáře okruhu byl zařazen během léta 2024 poté, co Ningbo Open získal licenci WTA 500 a změnil termín konání na říjen. Na jeho původní zářijové místo byl zařazen druhý sezónní turnaj v Hua Hinu s jednoletou licencí.
Turnaj dotovaný 267 082 dolary patřil do kategorie WTA 250. Nejvýše nasazenou singlistkou se stala třicátá pátá tenistka světa Dajana Jastremská z Ukrajiny, kterou v úvodním kole vyřadila Mai Hontamová. Turnajová dvojka a deblová světová jednička, Kateřina Siniaková, na turnaji debutovala. V důsledku invaze Ruska na Ukrajinu na konci února 2022 řídící organizace tenisu ATP, WTA a ITF s grandslamy rozhodly, že ruští a běloruští tenisté mohli dále na okruzích startovat, ale do odvolání nikoli pod vlajkami Ruska a Běloruska.
První kariérní titul na okruhu WTA Tour ve dvouhře vybojovala 27letá Slovenka Rebecca Šramková. Po skončení se poprvé posunula do světové sedmdesátky žebříčku, když figurovala na 61. místě. Čtyřhru ovládly Kazachstánka Anna Danilinová s Irinou Chromačovovou, které v rozmezí dvou týdnů vyhrály druhý turnaj znamenající třetí společnou trofej.

## Rozdělení bodů a finančních odměn

### Rozdělení bodů
| Soutěž  | Soutěž      | vítězky | finalistky | semifinalistky | čtvrtfinalistky | 16 v kole | 32 v kole | Q  | Q2 | Q1 |
| ------- | ----------- | ------- | ---------- | -------------- | --------------- | --------- | --------- | -- | -- | -- |
| dvouhra | [ 2 ] [ 7 ] | 250     | 163        | 98             | 54              | 30        | 1         | 18 | 12 | 1  |
| čtyřhra | [ 8 ]       | 250     | 163        | 98             | 54              | 1         | —         | —  | —  | —  |

### Finanční odměny
| Soutěž                                | Soutěž      | vítězky  | finalistky | semifinalistky | čtvrtfinalistky | 16 v kole | 32 v kole | Q2      | Q1      |
| ------------------------------------- | ----------- | -------- | ---------- | -------------- | --------------- | --------- | --------- | ------- | ------- |
| dvouhra                               | [ 2 ] [ 7 ] | 35 250 $ | 20 830 $   | 11 610 $       | 6 608 $         | 4 040 $   | 2 890 $   | 2 140 $ | 1 380 $ |
| čtyřhra                               | [ 8 ]       | 12 820 $ | 7 210 $    | 4 140 $        | 2 470 $         | 1 900 $   | —         | —       | —       |
| částka ve čtyřhrách je uvedena na pár |             |          |            |                |                 |           |           |         |         |

## Ženská dvouhra

### Nasazení
| Stát                        | Hráčka             | WTA | Nasazení |
| --------------------------- | ------------------ | --- | -------- |
| Ukrajina                    | Dajana Jastremská  | 34. | 1.       |
| Česko                       | Kateřina Siniaková | 36. | 2.       |
| Čína                        | Wang Sin-jü        | 40. | 3.       |
| Polsko                      | Magda Linetteová   | 42. | 4.       |
| Čína                        | Wang Si-jü         | 53. | 5.       |
| USA                         | Katie Volynetsová  | 57. | 6.       |
| Japonsko                    | Mojuka Učidžimová  | 64. | 7.       |
| Francie                     | Varvara Gračovová  | 66. | 8.       |
| Žebříček WTA k 9. září 2024 |                    |     |          |

### Jiné formy účasti
Následující hráčky obdržely divokou kartu do hlavní soutěže:
- Thasaporn Naklová
- Lanlana Tararudíová
- Čeng Saj-saj

Následující hráčky postoupily z kvalifikace:
- Kao Sin-jü
- Arianne Hartonová
- Xenija Laskutovová
- Tatiana Prozorovová
- Manančaja Savangkaevová
- Wej S'-ťia

### Odhlášení
před zahájením turnaje
- Jéssica Bouzasová Maneirová → nahradila ji  Jana Fettová
- Jaqueline Cristianová → nahradila ji  Mai Hontamová
- Sofia Keninová → nahradila ji  Rebeka Masárová
- Chloé Paquetová → nahradila ji  Alycia Parksová
- Martina Trevisanová → nahradila ji  Rebecca Šramková
- Wang Ja-fan → nahradila ji  Taylah Prestonová[9]

## Ženská čtyřhra

### Nasazení
| Stát                                                                    | Hráčka                | Stát   | Hráčka                  | WTA  | Nasazení |
| ----------------------------------------------------------------------- | --------------------- | ------ | ----------------------- | ---- | -------- |
| Kazachstán                                                              | Anna Danilinová       |        | Irina Chromačovová      | 73.  | 1.       |
| Maďarsko                                                                | Tímea Babosová        | Česko  | Anna Sisková            | 133. | 2.       |
| Itálie                                                                  | Angelica Moratelliová | USA    | Sabrina Santamariová    | 149. | 3.       |
| Itálie                                                                  | Camilla Rosatellová   | Belgie | Kimberley Zimmermannová | 174. | 4.       |
| Žebříček WTA k 9. září 2024; číslo je součtem umístění obou členek páru |                       |        |                         |      |          |

### Jiné formy účasti
Následující páry obdržely divokou kartu:
- Viktorija Golubicová /  Lanlana Tararudíová
- Thasaporn Naklová /  Bunjavi Tamčajvatová

Následující pár nastoupil z pozice náhradníka:
- Ma Jie-sin /  Čeng Saj-saj

### Odhlášení
před zahájením turnaje
- Anna Bondárová /  Majar Šarífová → nahradily je  Ma Jie-sin /  Čeng Saj-saj

## Přehled finále

### Ženská dvouhra
- Rebecca Šramková vs.   Laura Siegemundová, 6–4, 6–4

### Ženská čtyřhra
- Anna Danilinová /   Irina Chromačovová vs.  Eudice Chongová /  Mojuka Učidžimová, 6–4, 7–5